# Římskokatolická farnost Čachovice
Římskokatolická farnost Čachovice (lat. Tschachvicium) je zaniklá církevní správní jednotka sdružující římské katolíky v Čachovicích a okolí. Organizačně spadala do krušnohorského vikariátu, který je jedním z deseti vikariátů litoměřické diecéze.

## Historie farnosti
Farnost byla založena roku 1358. Matriky jsou vedeny od roku 1806. Obce farnosti zanikly v důsledku těžby hnědého uhlí v 2. polovině 20. století.
Kanonicky farnost existovala do 31. prosince 2012 jako součást kadaňského farního obvodu. Od 1. ledna 2013 zanikla sloučením do farnosti – děkanství Kadaň.

### Duchovní správcové vedoucí farnost
Začátek působnosti jmenovaného v duchovní správě farnosti od:
- 1657   Joannes Fr. Albinus
- 1666   Christ. Adalbert Perdeky
- 1668   Joannes W. Hannl
- 1672   par. vacat, admin. Ign. Geller
- 1673  Fridericus Fidler
- 1688   Ferd. Anton. Kuchenhard
- 1717   Bernardus Hübner
- 1719   Franciscus Häusel
- 1724   Joannes Jos. Dantzer
- 1760   Anton Gösner
- 1790   Victor Regelsberger, n. 9. 3. 1741 Kaaden, o. 1765, † 2. 11. 1827
- 1827   Josef Enenkel, n. 21. 9. 1768 Kaaden, o. 27. 11. 1793, † 19. 7. 1854
- 1854   par. vacat, adm. int. Wenc. Zirkler, n. 3. 2. 1818 Kaaden, o. 29. 7. 1841
- 1856   Franc. Böhm, n. 25. 7. 1813 Kaaden, o. 3. 8. 1837, † 16. 4. 1882
- 1883   Franc. Ser. Proksch, n. 22. 10 1846 Brüx, o. 25. 7. 1871, † 16. 2. 1927
- 1918   par. vacat, adm. interc. exc. Jos. Bertl, n. 3.11. 1877, o. 28. 9. 1902
- 1919   Car. Mühlstein, n. 24. 6. 1885 Annaberg (G), o. 16. 7. 1901, † 8. 3. 1941
- 1923   Josef Melzer, n. 30. 12. 1881 Wotsch, o. 16. 7. 1907, † 25. 6. 1932
- 1932   par. vacat, adm. exc. Franc. Schmied, n. 30. 12. 1877, o. 12. 7. 1903
- 1. 9. 1933 Alfred. Swoboda, n. 10. 3. 1879 Kaminitz (Sil.), o. 15. 7. 1906, † 21. 6. 1961
- 4. 9. 1945 Joann. Leitner
- 1. 1. 1946 Rudolph. Armstark
- 1. 12. 1948 Jindřich Vladimír Řechka OFM
- 1. 7. 1949 Titus Hanuš OFM
- 1. 11. 1952 Hermann Staepel
- 1. 5. 1959 Stephan Sivák
- 1. 5. 1962 Miroslav Kubík
- 1. 10. 1970 Jan Kozár
- 1. 7. 1986 Miroslav Maňásek SDB
- 1. 7. 1990 Jiří Kabát
- 1. 2. 1991 Jozef Piroh
- 1. 5. 1993 Petr Kubíček
- 1. 1. 1994 Tomáš Pirný
- 1. 3. 1996 Richard Madej
- 15. 11. 1997 – 31. 12. 2012 Josef Čermák, admin. exc. z Kadaně[3]

Kromě kněží stojících v čele farnosti, působili ve farnosti v průběhu její historie i jiní kněží. Většinou pracovali jako farní vikáři, kaplani, katecheté, výpomocní duchovní aj.

## Území farnosti
Do farnosti náleželo území obcí:
- Čachovice[4] (Tschachwitz)[p 2]
- Běšice[5] (Weschitz)[p 2]
- Chotěnice[6] (Kudenitz)[p 2]
- Čermníky[7] (Tschermich)[p 2]
- Libouš[8] (Liebisch)[p 2]

## Římskokatolické sakrální stavby a místa kultu na území farnosti
| | Stavba             | Místo          | Bohoslužby     | Zeměpisné souřadnice             | Status               |                |                |
| Zaniklý kostel | Zaniklý kostel     | Zaniklý kostel | Zaniklý kostel | Zaniklý kostel                   | Zaniklý kostel       | Zaniklý kostel | Zaniklý kostel |
| --- | ------------------ | -------------- | -------------- | -------------------------------- | -------------------- | -------------- | -------------- |
| 1. | Kostel sv. Václava | Čachovice      | nelze sloužit  | 50°22′25″ s. š., 13°22′59″ v. d. | zbořený farní kostel |                |                |
| Některé drobné sakrální stavby a pamětihodnosti lze dohledat zde v databázi Drobné sakrální památky Zaniklé sakrální stavby lze dohledat zde v databázi Poškozené a zničené kostely, kaple a synagogy v České republice |                    |                |                |                                  |                      |                |                |

Ve farnosti se mohou nacházet i další drobné sakrální stavby, místa římskokatolického kultu a pamětihodnosti, které neobsahuje tato tabulka.